# KOC - Komiczny odcinek cykliczny
KOC – Komiczny odcinek cykliczny – telewizyjny program satyryczny autorstwa Sławomira Szczęśniaka i Grzegorza Wasowskiego, nadawany w TVP2 od 11 marca 1995 do 17 czerwca 2000. Powtórki były nadawane latem (czerwiec-lipiec) 2004 roku. Program zdjęto z powodu spadającej oglądalności.
Autorzy, którzy występowali wcześniej w programach Wojciecha Manna i Krzysztofa Materny Mądrej głowie..., Za chwilę dalszy ciąg programu, Bardzo ostry dyżur, w swoim programie prezentowali podobny, absurdalny i inteligentny typ humoru. KOC wykreował parę T-raperów znad Wisły, którzy w rytmie rap prezentowali młodzieżową wersję historii Polski czy też streszczenia lektur szkolnych.
Kontynuacją programu była nadawana w TVP1 KAC – Komiczna audycja cykliczna. Pierwszy odcinek wyemitowano 7 kwietnia 2001 roku o 22:00, ostatnia emisja przypadła na 16 grudnia 2001. Program ten został zdjęty z anteny po emisji zaledwie 9 odcinków. Jak stwierdził Wasowski w wywiadzie przeprowadzonym dla Onetu w styczniu 2014 roku, przyczyną zaprzestania emisji najprawdopodobniej była fabuła programu, gdzie groteskowo i parodystycznie ukazani zostali prezes fikcyjnej stacji telewizyjnej (w tej roli sam Wasowski), oraz jego córka, grana przez Lucynę Malec. Według Wasowskego włodarze Telewizji Polskiej mieli do niego pretensje o to, że taka fabuła jest aluzją do TVP, choć w rzeczywistości nią nie była. KAC był powtarzany w TVP Kultura między wrześniem 2011 a styczniem 2013 roku w okolicy południa.

## Stałe części programu
- PKP: Poczet królów polskich
- PKS: Przegląd książek szkolnych
- KPN: Kuchnia pełna niespodzianek
- Dyszcz: Dyskoteka szarego człowieka
- MSW: Magazyn słynnych wynalazków
- AHŻ: Akademia humoru żołnierskiego
- Ze wspomnień dyrektora cyrku...
- Kino mocne (Kapitan MO)
- Duszenie na antenie
- Wytwórnia Widmokrąg demonstruje...
- Strofy z sofy
- Turniej w Grzelawie
- Rebus
- Magazyn kulturalny MAK
- Rozmowy na dwie głowy
- MPT: Mały Przegląd Tańców
- Kinokio
- Redakcja Sportowa
- Szpital po paru feriach
- Wypożyczalnia żartów
- Przygody Człowieka Muchy